# برده‌رشه (مریوان)
برده رشه یکی از شهرهای استان کردستان ایران، و مرکز بخش خاوومیرآباد شهرستان مریوان در این استان است.

## موقعیت جغرافیایی
با ارتفاع ۱٫۳۷۰ متر، در منطقه‌ای کوهستانی و جنگلی، در ۱۰ کیلومتری شمال غربی سنندج و ۱۱ کیلومتری شمال غربی مریوان، در۴ کیلومتری مرز ایران و عراق قرار دارد و راه مریوان به آن ختم می‌شود. اقلیم آن معتدلِ مایل به سرد و نیمه‌خشک است.

## جمعیت
براساس سرشماری مرکز آمار ایران در سال ۱۳۹۵، جمعیت آن ۱٬۰۲۰ تن (۲۴۰خانوار) بوده‌است.

## درخت کهنسال
در شهر برده‌رشه یک درخت توت کهنسال وجود دارد که با شمارهٔ ۶۹۱ در تاریخ ۱۲ اسفند ۱۳۹۸ به عنوان میراث طبیعی ارزشمند در فهرست آثار ملی ایران ثبت شده‌است.